# Den Grafiske Højskole
 Der er for få eller ingen kildehenvisninger i denne artikel, hvilket er et problem. Du kan hjælpe ved at angive troværdige kilder til de påstande, som fremføres i artiklen.

Den Grafiske Højskole var fra 1943 til 2008 trykkeri- og mediebranchens uddannelses- og videncenter. I 2008 fusionerede Den Grafiske Højskole med Journalisthøjskolen og Update. I dag føres aktiviteterne videre under Danmarks Medie- og Journalisthøjskole.
Skolen blev grundlagt af Claës Aller og Valdemar Thal-Jantzen og indviet den 1. oktober 1943.

## Historie
I 1941 sluttede de ni danske arbejdsgiverorganisationer inden for den grafiske industri sig sammen med det hovedformål at oprette Den grafiske Højskole. 

Den grafiske Højskole påbegyndte sin virksomhed den 1. september 1943 med undervisning og forskning som sine hovedopgaver.

Til højskolen var tilknyttet et forskningslaboratorium der havde til formål at udføre grafisk-teknisk forskningsarbejde og at hjælpe grafiske virksomheder med løsning af grafisk-tekniske og grafisk-kemiske problemer. 
Højskolens undervisning i kemi, optik og grafiske reproduktionsprincipper forestås af de til laboratoriet tilknyttede civilingeniører. 

Til laboratoriet var endvidere tilknyttet et teknikerråd med repræsentanter for samtlige grene inden for de grafiske fag.

Det almene dagstudium ved Den Grafiske Højskole, der strækker sig over 1½ år, var tilrettelagt med det formål at give en alsidig undervisning af teknisk, økonomisk og humanistisk art for studerende der agtede at dygtiggøre sig til mere overordnede og selvstændige stillinger i virksomheder inden for de grafiske fag. 
Det var undervisningens mål at give et helhedsbillede af de grafiske fags virksomheders tekniske og økonomiske problemer samt at åbne de studerendes øjne for fagenes æstetiske side.
Studieplanen omfatter følgende fire hovedgrupper:

I.	Tekniske Fag

II.	Økonomiske Fag

III.	Humanistiske Fag

IV.	Øvrige Fag

Det samlede antal undervisningstimer (ca. 2.000) fordelte sig på de fire hovedgrupper på den måde, at undervisningen i de tekniske fag omfatter ca. 45 procent af det samlede timetal, undervisningen i de økonomiske fag ca. 25 procent, mens undervisningen i de humanistiske emner og øvrige fag lægger beslag på ca. 30 procent af studieplanens timetal.

Ovennævnte uddannelse hedder i dag "Proffesionsbachelor i Medieproduktion & Ledelse" og udbydes af Danmarks Medie- og Journalisthøjskole.

### Historiske højdepunkter
1941	
De Grafiske Fags Sammenslutning som bestod af 9 arbejdsgiverorganisationer gik sammen med det hovedformål at skabe det økonomiske og faglige grundlag for oprettelsen en Grafisk Højskole. 
Man erhverver en grund i Julius Thomsens Gade, København og udarbejder et projekt for opførelsen af skolen.
1943 
Den 2. september begynder 70 elever på en teknisk, økonomisk og humanistisk uddannelse bestående af 4 moduler: ”Efterårsklasse”, ”Vinterklassen”, ”Avisklassen” og ”Afgangsklassen”, som udviklede sig til fuldtidsstudiet ”Det Almene Studie”. Førsteudgaven af MPL. 
Uddannelsen var på 1,5 år
1956	
Den Grafiske Højskole udbød endnu en uddannelse: ”Grafisk formgivning” en kreativ uddannelse.
1976	
Den 1. april overflyttes Den Grafiske Højskole ved kongelig resolution fra Handelsministeriet til Undervisningsministeriet ved en særlov, der samtidig ændrer skolens status fra teknologisk institut under ledelse af De Grafiske Fags Sammenslutning til en egentlig uddannelsesinstitution med statsfinansiering og egen bestyrelse.
1987	
”Det Almene Studie” ændrer navn til studiet i ”Grafisk Teknik og Økonomi” (GTØ). 
Uddannelsen forlænges til 2 år
1999	
Studiet i ”Grafisk Teknik og Økonomi” (GTØ) ændrer navn til studiet i ”Grafisk Teknologi og Ledelse” (GTL). Uddannelsen forlænges til 3 år.
2003	
Studiet i ”Grafisk Teknologi og Ledelse” (GTL) ændrer navn til studiet i ”Medieproduktion og Ledelse” (MPL) 
og bliver godkendt som en treårig professionsbacheloruddannelse. 
Den Grafiske Højskole anerkendes som Erasmus Universitet.
2004	
MPL struktureres så de studerende kan vælge imellem to linjer, af 2 specialiseringsmoduler: 
Spor A, Procesleder (Teknisk projektleder) eller Spor B, Projektleder (koordinerende projektleder)
2008	
Den Grafiske Højskole fusionerer med Journalisthøjskolen og UPDATE. Den Grafiske Højskole ændrer navn til Mediehøjskolen, som en del af Danmarks Medie- og Journalisthøjskole.

2011
Navnet Mediehøjskolen fjernes. Nu hedder institutionen "Danmarks Medie- og Journalisthøjskole". 

### Den Grafiske Højskoles ledelse
1941 – 1947 	Forstander for Den Grafiske Højskole	Oluf Hassing (Civ.ing. /Dr.techn)

1947 – 1964 	Direktør for Den Grafiske Højskole	Svend Jensen (Lic.merc)

1964 – 1978 	Direktør for Den Grafiske Højskole	Leif Monies (Civ.ing + Øko.)

1978 – 1986 	Rektor for Den Grafiske Højskole	Leif Monies (Civ.ing + Øko.)

1986 – 1987 	Rektor for Den Grafiske Højskole	John Erik Thomsen (Dir.)

1987 – 2001 	Rektor for Den Grafiske Højskole	Eivind Winsløw (Civ.øko.)

2001 – 2008 	Rektor for Den Grafiske Højskole	Anne-Marie Wivel (Civiløkonom HD)